# Wikno (Ukraina)
Wikno (ukr. Вікно) – wieś na Ukrainie, w obwodzie czerniowieckim, w rejonie czerniowieckim. W 2001 roku liczyła 1592 mieszkańców.